# Distretto di Yingjiang
Il distretto di Yingjiang (迎江区S, Yíngjiāng QūP) è un distretto della Cina, situato nella provincia dell'Anhui.